# Vialer
Vialer – miejscowość i gmina we Francji, w regionie Nowa Akwitania, w departamencie Pireneje Atlantyckie.
Według danych na rok 1990 gminę zamieszkiwało 149 osób, a gęstość zaludnienia wynosiła 20 osób/km² (wśród 2290 gmin Akwitanii Vialer plasuje się na 1027. miejscu pod względem liczby ludności, natomiast pod względem powierzchni na miejscu 1246.).